# Белоусов, Николай Иванович
Никола́й Ива́нович Белоу́сов (26 января 1915, Москва, Российская империя — 1976, там же, РСФСР, СССР) — советский футболист, нападающий. Выступал за московские клубы «Динамо», «Торпедо», «Буревестник».

## Карьера
Дебютировал в чемпионате СССР 24 сентября 1937 года в матче против киевского «Динамо», выйдя на замену на 75-й минуте вместо Аркадия Чернышёва. Всего в сезоне сыграл три матча и забил один гол. В 1938 году Белоусов провёл 5 матчей и также забил 1 мяч. В 1939 в составе «Торпедо» сыграл 2 матча.

## Достижения
- Чемпион СССР: 1937